# Королевский Тиррелловский палеонтологический музей

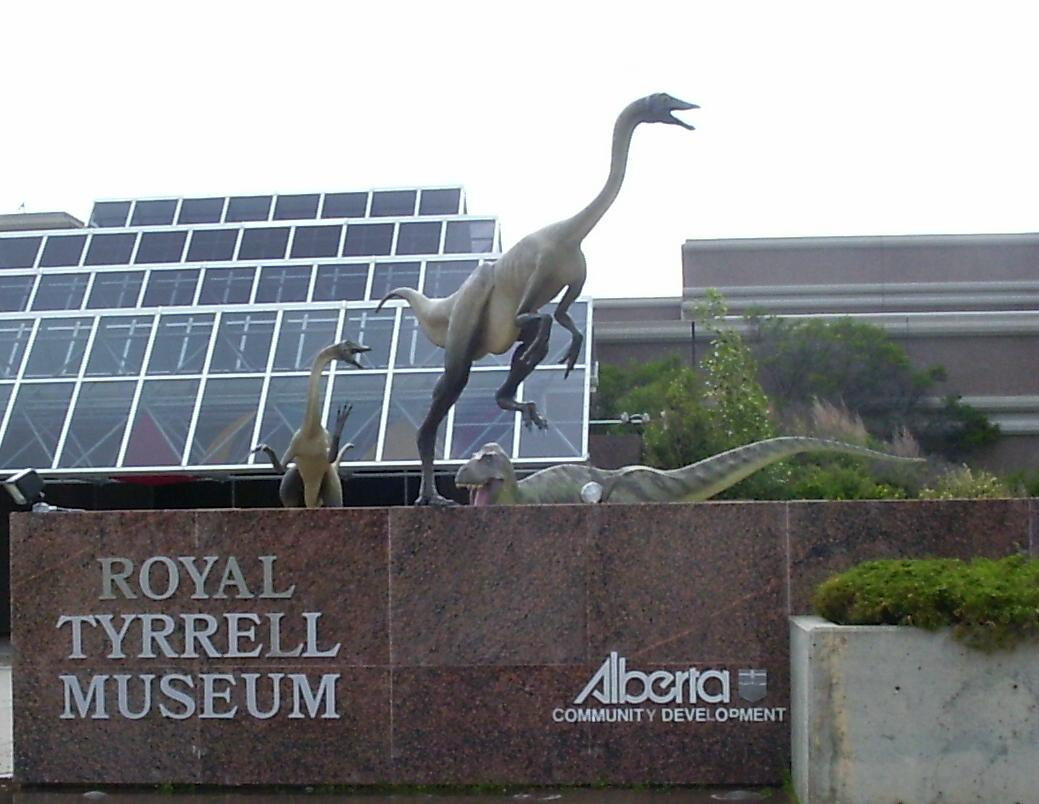
Вход в палеонтологический музей Тиррелла

Короле́вский Тирре́лловский палеонтологи́ческий музе́й (англ. Royal Tyrrell Museum of Palaeontology) — палеонтологический музей, расположенный в Драмхеллере, в области бедленда Альберты (Канада). Основан в 1985 году. За всё время существования его посетило более 600 000 человек.
В музее имеется 10 выставочных галерей.
В гигантском Тиррелловском музее хранится более 80 000 экспонатов, в том числе сорок полных скелетов динозавров, в том числе видов Tyrannosaurus rex и Albertosaurus. В выставочных залах используются интерактивные сенсорные элементы, компьютеры и аудиовизуальные проекторы.
Будучи крупным исследовательским центром, Тирреловский музей также предоставляет своим посетителям возможность наблюдать за работой учёных, очищающих кости и подготавливающих разные экспонаты для выставок.
Кроме того, на территории музея много троп для прогулок и зон для пикников для тех, кто хотел бы познакомиться с причудливыми пейзажами бесплодных земель Бэдлендс.